# Golice (miasto Novi Pazar)
Golice (cyr. Голице) – wieś w Serbii, w okręgu raskim, w mieście Novi Pazar. W 2011 roku liczyła 48 mieszkańców.